# Raymundo Alves Pinto
Raymundo Alves Pinto (Senhora do Porto, 1872- Recife, 1928) foi um fotógrafo brasileiro, notório por ter atuado no início do século XX no estado de Minas Gerais, quando ao lado de Francisco Soucasaux produziu material para publicar um álbum ilustrado de Minas Gerais.

## Biografia
Raymundo Alves Pinto nasceu em Porto de Guanhães, atual Senhora do Porto, em Minas Gerais e faleceu em 1928, em um acidente de barco em Recife. Tal como Francisco Soucasaux, teve atuação profissional ampla, compreendendo a fotografia, o cinema, a imprensa e o comércio, destacando-se, também, como empresário nesses ramos. Seu parentesco com o político mineiro João Pinheiro da Silva pode ter colaborado na proximidade que manteve com a administração pública do Estado.
Como Soucasaux, Raymundo Alves Pinto também participou do gabinete fotográfico da CCNC, a partir de 1895, onde produziu algumas fotografias do andamento das obras de construção da nova capital mineira. É provável que Raymundo Pinto tenha viajado pelo interior do estado como fotógrafo itinerante, após sua atuação na CCNC realizando serviços fotográficos rotineiros, além de trabalhar em prol do seu álbum de Minas. Ele retorna para Belo Horizonte por volta de 1906. Na cidade, reabriu o atelier fotográfico denominado Photographia Mineira, o qual pode ter sido instalado no período em que prestou serviços para a CCNC. Entre seus trabalhos, contam também a edição do jornal O Propagador Mineiro, a publicação do Manual prático de fotografia e o Álbum de Belo Horizonte, em 1911, além da produção de diversos filmes, alguns deles exibidos na Exposição Nacional de 1908. Segundo Luana Campos, Raymundo Pinto prestou diversos serviços para a Secretaria de Agricultura, estando à frente do seu gabinete fotográfico provavelmente, entre 1908 e 1925. Em sintonia com a autora se pode afirmar que Francisco Soucasaux e Raymundo Pinto trabalharam em prol de uma memória visual de Minas Gerais, na qual a difusão da fotografia na sociedade procurava demonstrar a superação do atraso e valorização da modernidade, da civilização e do progresso.

## Leituras adicionais
- BARTOLOMEU, Anna Karina Castanheira. Pioneiros da fotografia em Belo Horizonte: o gabinete fotográfico da comissão construtora da Nova Capital (1894-1897).